# Fazenda Cachoeira
A Fazenda Cachoeira é uma propriedade rural do século XIX, tombada pelo Conselho de Defesa do Patrimônio Histórico, Arqueológico, Artístico e Turístico (CONDEPHAAT), por causa de sua importância cultural e ambiental. Está localizado na cidade de Vinhedo, no estado de São Paulo.
A área original da fazenda deu origem ao vilarejo de Rocinha, que se emancipou como Vinhedo, e colaborou com o desenvolvimento econômico da região devido ao cultivo de café.
A Fazenda Cachoeira está situada em uma área de conservação ambiental, na região das Represas I, II e III, responsáveis pelo abastecimento hídrico da cidade. Além disso, também está perto da Serra dos Cocais, uma área de preservação permanente.
Atualmente, existe um movimento chamado Parque Fazenda Cachoeira que tem o objetivo de impedir a criação de um novo loteamento na área da fazenda, porque isso seria prejudicial para a biodiversidade e para os recursos naturais presentes no local. A fazenda também é utilizada como espaço de lazer, de convivência e para a prática de esportes.

## Arquitetura
Apresenta arquitetura das fazendas coloniais cafeeiras do século XIX. A edificação é feita em taipa de pilão com algumas ampliações feitas com a mesma técnica. A casa ainda preserva as áreas onde ocorriam o processo de produção do café, como canaletas para lavagem, terreiro para secagem, casa de máquinas de beneficiamento, tulha para armazenamento, moenda e marcenaria. Também possui uma antiga senzala e um jardim de inspiração francesa.